# 高月村
高月村（たかつきそん）は、岡山県赤磐郡にあった村。現在の赤磐市、岡山市北区の一部にあたる。

## 地理
砂川の中流西方の平地から竜王山麓にかけて位置していた。

## 歴史
- 1889年（明治22年）6月1日、町村制の施行により、赤坂郡牟佐村、馬屋村、和田村、岩田村、穂崎村が合併して村制施行し、西高月村（にしたかつきそん）が発足[3][4]。旧村名を継承した牟佐、馬屋、和田、岩田、穂崎の5大字を編成[4]。
- 1900年（明治33年）4月1日、郡の統合により赤磐郡に所属[3][4]。
- 1926年（大正15年）10月1日、西高月村が高月村に改称[1][2]。
- 1953年（昭和28年）3月1日、高月村を二分割し、大字馬屋・和田・岩田・穂崎は赤磐郡高陽村、西山村と合併し山陽町を新設[1][2]。大字牟佐は岡山市に編入し廃止された[1][2]。合併・編入後、山陽町大字馬屋・和田・岩田・穂崎、岡山市大字牟佐となる[2]。

## 産業
- 農業[2]

## 名所・旧跡
- 両宮山古墳（国史跡）[2]
- 備前国分寺跡[2]
- 備前国分尼寺跡[2]
- 高月駅跡[2]